# クリスマスブッシュ (クノニア科)
クリスマスブッシュ（学名：Ceratopetalum gummiferum、英名：New South Wales Christmas Bush（ニューサウスウェールズクリスマスブッシュ）) はクノニア科の樹木。クリスマスの時期に萼が赤からピンクになるため、よく栽培される植物である。オーストラリアニューサウスウェールズ州の固有種であり、 グレートディヴァイディング山脈の東側、ユラデュラからエバンスヘッドの間でみられる。
半円形の樹形をした低木から、成長するとピラミッド型になる。葉は3枚の小葉からなり、長さは最大8cm、葉柄は上部に溝があり、長さは10から20cmである。原産地では10月から5枚の白い花弁を持つ小さい花が咲く。それが枯れた後、萼が大きくなりピンクから赤に色づき、オーストラリアではクリスマスの時期に目立つようになる。
本種はオーストラリアとパプアニューギニアに9種が分布するケラトペタルム属の1つである。1793年にイングランドの植物学者ジェームズ・エドワード・スミスにより"A Specimen of the Botany of New Holland"で記載された。
栽培では高さは6mにしかならない。増殖は播種と挿し木で可能であるが、良い色彩を維持するためには、後者の方が良い。